# Vernonanthura pinguis
Vernonanthura pinguis là một loài thực vật có hoa trong họ Cúc. Loài này được (Griseb.) H.Rob. miêu tả khoa học đầu tiên năm 1992.